# Argyrolepidia concisa
Argyrolepidia concisa är en fjärilsart som beskrevs av Jordan 1912. Argyrolepidia concisa ingår i släktet Argyrolepidia och familjen nattflyn. Inga underarter finns listade i Catalogue of Life.